# Gypsophila (oiseau)
Ne doit pas être confondu avec le genre botanique Gypsophila de la famille des Caryophyllaceae.
Genre
Gypsophila est un genre de passereaux de la famille des Pellorneidae.

## Liste des espèces
Selon le Congrès ornithologique international (ordre phylogénique) il comporte six espèces :
- Gypsophila crassa (Sharpe, 1888) — Turdinule des montagnes
- Gypsophila brevicaudata (Blyth, 1855) — Turdinule à queue courte
- Gypsophila annamensis (Delacour & Jabouille, 1928) — Turdinule d'Annam
- Gypsophila calcicola (Deignan, 1939) — Turdinule calcicole
- Gypsophila crispifrons (Blyth, 1855) — Turdinule des rochers
- Gypsophila rufipectus (Salvadori, 1879) — Turdinule de Sumatra